# Ардмор (Алабама)
Ардмор (англ. Ardmore) — місто (англ. town) в США, в окрузі Лаймстоун штату Алабама. Населення — 1321 особа (2020).

## Географія
Ардмор розташований за координатами 34°59′16″ пн. ш. 86°49′44″ зх. д. / 34.98778° пн. ш. 86.82889° зх. д. (34.987805, -86.828764).  За даними Бюро перепису населення США в 2010 році місто мало площу 5,31 км², з яких 5,29 км² — суходіл та 0,02 км² — водойми.

## Демографія
Згідно з переписом 2010 року, у місті мешкали 1194 особи в 505 домогосподарствах у складі 333 родин. Густота населення становила 225 осіб/км².  Було 578 помешкань (109/км²).
Расовий склад населення:
| - 94,3 % — білих - 1,9 % — чорних або афроамериканців - 0,9 % — азіатів - 0,8 % — корінних американців - 0,1 % — вихідців з тихоокеанських островів |

До двох чи більше рас належало 1,4 %. Частка іспаномовних становила 1,3 % від усіх жителів.
За віковим діапазоном населення розподілялося таким чином: 24,9 % — особи молодші 18 років, 58,3 % — особи у віці 18—64 років, 16,8 % — особи у віці 65 років та старші. Медіана віку мешканця становила 37,1 року. На 100 осіб жіночої статі у місті припадало 82,3 чоловіків;  на 100 жінок у віці від 18 років та старших — 81,9 чоловіків також старших 18 років.
Середній дохід на одне домашнє господарство  становив 45 577 доларів США (медіана — 35 670), а середній дохід на одну сім'ю — 50 979 доларів (медіана — 43 056). Медіана доходів становила 40 956 доларів для чоловіків та 28 333 долари для жінок. За межею бідності перебувало 19,1 % осіб, у тому числі 24,0 % дітей у віці до 18 років та 14,6 % осіб у віці 65 років та старших.
Цивільне працевлаштоване населення становило 499 осіб. Основні галузі зайнятості: виробництво — 16,8 %, роздрібна торгівля — 14,8 %, мистецтво, розваги та відпочинок — 11,2 %, освіта, охорона здоров'я та соціальна допомога — 11,2 %.